# Wybuch w cerkwi Opieki Matki Bożej w Zaporożu
Wybuch w soborze Opieki Matki Bożej w Zaporożu – eksplozja, do jakiej doszło w soborze Opieki Matki Bożej w Zaporożu, należącym do Ukraińskiego Kościoła Prawosławnego Patriarchatu Moskiewskiego, 28 lipca 2010. Był to pierwszy w historii Ukrainy atak na świątynię prawosławną.
W wyniku wybuchu ładunku domowej roboty rannych zostało dziewięć osób, z czego jedna – 80-letnia prawosławna mniszka Ludmiła (Doniec) – zmarła na stole operacyjnym w wyniku odniesionych obrażeń.

## Przebieg wydarzeń
Dzień 28 lipca (15 lipca według kalendarza juliańskiego) jest w Ukraińskim Kościele Prawosławnym Patriarchatu Moskiewskiego dniem wspomnienia jednego ze szczególnie czczonych w tym kraju świętych, Równego Apostołom Księcia Włodzimierza Wielkiego.  
Do wybuchu w cerkwi Opieki Matki Bożej doszło około godz. 16.25, w czasie wieczornego nabożeństwa. W nabożeństwie uczestniczyło 15 osób. Ładunek wybuchowy znajdował się, według zeznań świadków, w niewielkim pakiecie leżącym na podłodze cerkwi w pobliżu drzwi wejściowych. Siła eksplozji wyrwała szyby i ramy z okien cerkwi. Według wykonanej następnie ekspertyzy zdetonowany ładunek miał siłę równą sile wybuchu 300–400 gramom trotylu. Po raz pierwszy w historii niepodległej Ukrainy doszło do tego typu przestępstwa dokonanego na terenie prawosławnej świątyni. Siła eksplozji była na tyle silna, że jej odgłos był słyszalny w promieniu kilometra. 
Dziewięć rannych wskutek eksplozji osób zostało przewiezionych do szpitala. Jedna z nich, 80-letnia mniszka Ludmiła (Doniec), zmarła tego samego dnia w czasie operacji z powodu upływu krwi i szerokich poparzeń. Była to najstarsza spośród ofiar wybuchu. Trzy inne hospitalizowane osoby zostały przyjęte do lecznicy w stanie ciężkim. 
Po wybuchu w cerkwi nie było możliwe odprawianie kolejnych nabożeństw. Z polecenia biskupa zaporoskiego i melitopolskiego Józefa zaczęły one być organizowane pod gołym niebem, w sąsiedztwie zniszczonego soboru. Na miejscu ma powstać tymczasowa cerkiew, służąca do czasu odbudowy zniszczonej świątyni.

## Reakcje na wybuch
Z komentarzem w sprawie wybuchu w świątyni wystąpił gubernator obwodu zaporoskiego Borys Petrow, twierdząc, że lokalizacja ładunku wskazuje na fakt, że sprawca wybuchu nie zamierzał nikogo zabić. Prosił również o modlitwę w intencji zmarłej mniszki i o wyzdrowienie pozostałych poszkodowanych.
29 lipca 2010 do Zaporoża przybył prezydent Ukrainy Wiktor Janukowycz, który spotkał się z przewodniczącym Służby Bezpieczeństwa Ukrainy, generalnym prokuratorem i ministrem spraw wewnętrznych. Prezydent apelował o jak najszybsze wyjaśnienie tła ataku na cerkiew. Minister spraw wewnętrznych Anatolij Mohylow zapowiedział, że osoba przekazująca informacje o sprawcach zamachu otrzyma nagrodę w wysokości 200 tys. hrywien.
Z posłaniem do wiernych wystąpił również biskup zaporoski i melitopolski Józef (Maslenikow), wzywając wiernych do przebaczenia sprawcom wybuchu oraz do czynnego włączenia się do odbudowy zniszczonego soboru. Z kolei przedstawiciele metropolii kijowskiej Ukraińskiego Kościoła Prawosławnego Patriarchatu Moskiewskiego stwierdzili, iż wykluczają pojawiającą się wersję o organizacji zamachu przez wiernych Ukraińskiego Kościoła Prawosławnego Patriarchatu Kijowskiego lub Cerkwi greckokatolickiej. Metropolita kijowski Włodzimierz (Sabodan) oznajmił, iż modli się za nawrócenie sprawcy wybuchu oraz za duszę zabitej zakonnicy.
Żal i oburzenie z powodu ataku na cerkiew wyraziły organizacje ukraińskich muzułmanów. Podkreślały one fakt, że napaść na świątynię miała miejsce w dniu szczególnego święta Ukraińców oraz zadeklarowały solidarność z wiernymi Kościoła prawosławnego.

## Śledztwo
W związku z eksplozją w cerkwi otwarte zostało śledztwo z art. 115 ukraińskiego kodeksu karnego, tj. w sprawie umyślnego zabójstwa połączonego z narażeniem życia wielu osób. Jako możliwe przyczyny wybuchu podawany był konflikt nieznanej osoby z duchowieństwem soboru oraz atak terrorystyczny. 
29 lipca 2010 prokurator obwodu zaporoskiego Wiaczesław Pawłow stwierdził, że śledczy odrzucili wersję o politycznym podłożu zamachu. Jego zdaniem sprawcą zamachu mogła być osoba chora psychicznie. 2 sierpnia media ukraińskie podały, że o dokonanie zamachu podejrzewana jest 35-letnia kobieta. 
Ukraiński Kościół Prawosławny Patriarchatu Moskiewskiego poinformował o wszczęciu własnego śledztwa w sprawie wybuchu w cerkwi. 
5 sierpnia 2010 milicja ukraińska podała informację, iż do spowodowania wybuchu przyznał się były dzwonnik w parafii Opieki Matki Bożej, 25-letni mężczyzna imieniem Anton. Twierdził on, że bombę w cerkwi podłożył z zemsty za zwolnienie go z pracy z powodu podejrzeń o kradzież ofiar składanych przez wiernych w czasie nabożeństw, za których zbieranie był odpowiedzialny. W czasie prowadzonego śledztwa były dzwonnik był głównym podejrzanym; służby porządkowe zatrzymały również jego brata i matkę, zwolnioną wkrótce z braku dowodów na współudział w przestępstwie. Mimo przyznania się mężczyzny do spowodowania wybuchu, pracujący w parafii duchowni publicznie stwierdzili, że nie wierzą w jego winę.
W styczniu 2011 rozpoczął się proces trzech oskarżonych, byłych zakrystianów w parafii Opieki Matki Bożej.